# Kemi Adeosun
Kemi Adeosun, née le 9 mars 1967 est ministre des finances du Nigeria et présidente du conseil d'administration de l'African Export – Import Bank (AfreximBank),,. 

## Petite enfance et éducation
Kemi Adeosun est née en 1967 à Londres, en Angleterre, de parents nigérians originaire de l'État d'Ogun. Elle obtient un baccalauréat en économie de l'Université de East London et un diplôme de troisième cycle en gestion des finances publiques de l'Université de Londres. Elle obtient aussi son diplôme de comptable agréée à l'Institut des comptables agréés d'Angleterre et du Pays de Galles en 1994. 

## Carrière
Adeosun commence sa carrière en tant qu'assistante comptable chez British Telecom de 1989 à 1990, puis à Goodman Jones à Londres, où elle travaille en tant qu'auditrice principale de 1990 à 1993. Elle devient responsable de l'audit interne chez London Underground, London et Prism Consulting de 1994 à 2000, avant de rejoindre PricewaterhouseCoopers, à Londres en tant que directrice principale de 2000 à 2002. En 2002, Adeosun devient contrôleuse financière chez Chapel Hill Denham Management, puis directrice générale en 2010. Après avoir travaillé avec Quo Vadis Partnership en tant que directrice générale, elle est nommée Commissaire aux finances de l'État d'Ogun en 2011. Elle  conserve ce rôle de 2011 à 2015. Elle est un élément clé de la mission de construction du gouverneur Ibikunle Amosun, pour redresser la situation économique de l'État. 
En novembre 2015, Adeosun Kemi est nommée ministre des finances du Nigéria par le président Muhammadu Buhari. Lors de l'assemblée générale annuelle d'Afreximbank à Abuja pour célébrer son 25e anniversaire, Adeosun est élue présidente du conseil de la banque. Elle succède au président sortant Ndagijimana Uzziel, ministre des Finances de la République du Rwanda. 
Elle est également membre suppléante du conseil des gouverneurs ex officio de la Banque mondiale de 2015 à 2018 ainsi que membre d'office du conseil des gouverneurs de la Banque africaine de développement pour la même période. 

### Scandale
Le 7 juillet 2018, le journal en ligne nigérian Premium Times affirme qu'Adeosun a obtenu illégalement son certificat de dispense du NYSC pour occuper des fonctions publiques. Le 9 juillet, Adeyemi Adenike, directeur de la presse et des relations publiques du NYSC, confirme qu'Adeosun avait légitimement présenté une demande de certificat d'exemption, tout en précisant que des enquêtes étaient en cours pour vérifier son approbation,. Le 14 septembre 2018, Adeosun démissionne de son poste de Ministre des finances dans une lettre écrite au président en raison du prétendu scandale relatif à la falsification d'un certificat du NYSC,. 

### Association politique
Après avoir été officiellement non partisane tout au long de sa carrière, Kemi Adeosun a rejoint le parti au pouvoir au Nigeria, le Congrès des progressistes (APC), le 5 mai 2018.